# Torfufellshnjúkur
Torfufellshnjúkur är en bergstopp i republiken Island. Den ligger i regionen Norðurland eystra, 210 km nordost om huvudstaden Reykjavík. Toppen på Torfufellshnjúkur är 1 167 meter över havet.
Trakten runt Torfufellshnjúkur är nära nog obefolkad, med mindre än två invånare per kvadratkilometer. Det finns inga samhällen i närheten. Trakten runt Torfufellshnjúkur består i huvudsak av gräsmarker.